# Microgale grandidieri
Microgale grandidieri é uma espécie de mamífero da família Tenrecidae. É endêmica de Madagascar.